# Tee (명령어)
tee는 표준 스트림을 사용하여 표준 입력을 읽고 이를 표준 출력 및 하나 이상의 파일에 쓰는, 즉 입력을 효율적으로 복제하는 명령 줄 인터프리터(셸)의 명령어이다. 파이프와 필터의 결합으로 주로 사용된다. 이 명령어의 이름은 배관에 사용되는 T-스플리터(T-splitter)에서 비롯된 것이다.

## 예시

### 유닉스 및 유닉스 계열
lint 명령어로부터 출력을 보고 저장하는 것을 동시에 하려면:
```
lint program.c | tee program.lint
```

## 같이 보기
- GNU 코어 유틸리티
- 파이프 (유닉스)
- 유닉스 명령어 목록
- 시스로그